# 電影宣傳
电影宣传又稱电影营销，是电影业者為推廣電影而展開的一系列宣传活动，目的是吸引人們付費觀看電影。電影宣傳通常與电影发行同步展開。電影宣傳的開銷不小；有些电影制片厂不惜在市场营销上花費重金。因為觀眾能否觀看电影很大程度取決於電影营销力度。20世紀30年代，中國的電影公司通過預告片、路牌（广告牌）、發行特刊、照片、海报、说明书、报纸广告等手段宣傳電影。20世紀末至21世紀初，電影宣傳手段又增加了手机信息、网络、电视栏目、电子屏幕等方式。